# Oksana Koliada
Pour les articles homonymes, voir Koliada.
Oksana Koliada (en ukrainien : Оксана Василівна Коляда), née le 4 septembre 1980 à Volotchysk (RSS d'Ukraine, URSS), est une femme d'État et militaire ukrainienne.

## Biographie
Elle est colonele de réserve et a servi dans : 
- de 2003 à 2015 au Ministère des affaires internes d'Ukraine ;
- de 2015 à 2017 aux Forces armées de l'Ukraine, elle était à la tête du service de Communications et de Presse du Ministère de la défense ;

- depuis 2019 elle est au ministère des vétérans[1].

### Parcours politique
Elle est ministre du Gouvernement Chmyhal et a été ministre du Gouvernement Hontcharouk.